# 讓加莫區
24°06′50″S 35°19′05″E / 24.114°S 35.318°E
讓加莫區（葡萄牙語：Jangamo），是莫桑比克的行政區，位於該國東南部，由伊尼揚巴內省負責管轄，首府設於讓加莫，面積1,294平方公里，2007年人口93,681，人口密度每平方公里72人。